# Geir Inge Sivertsen

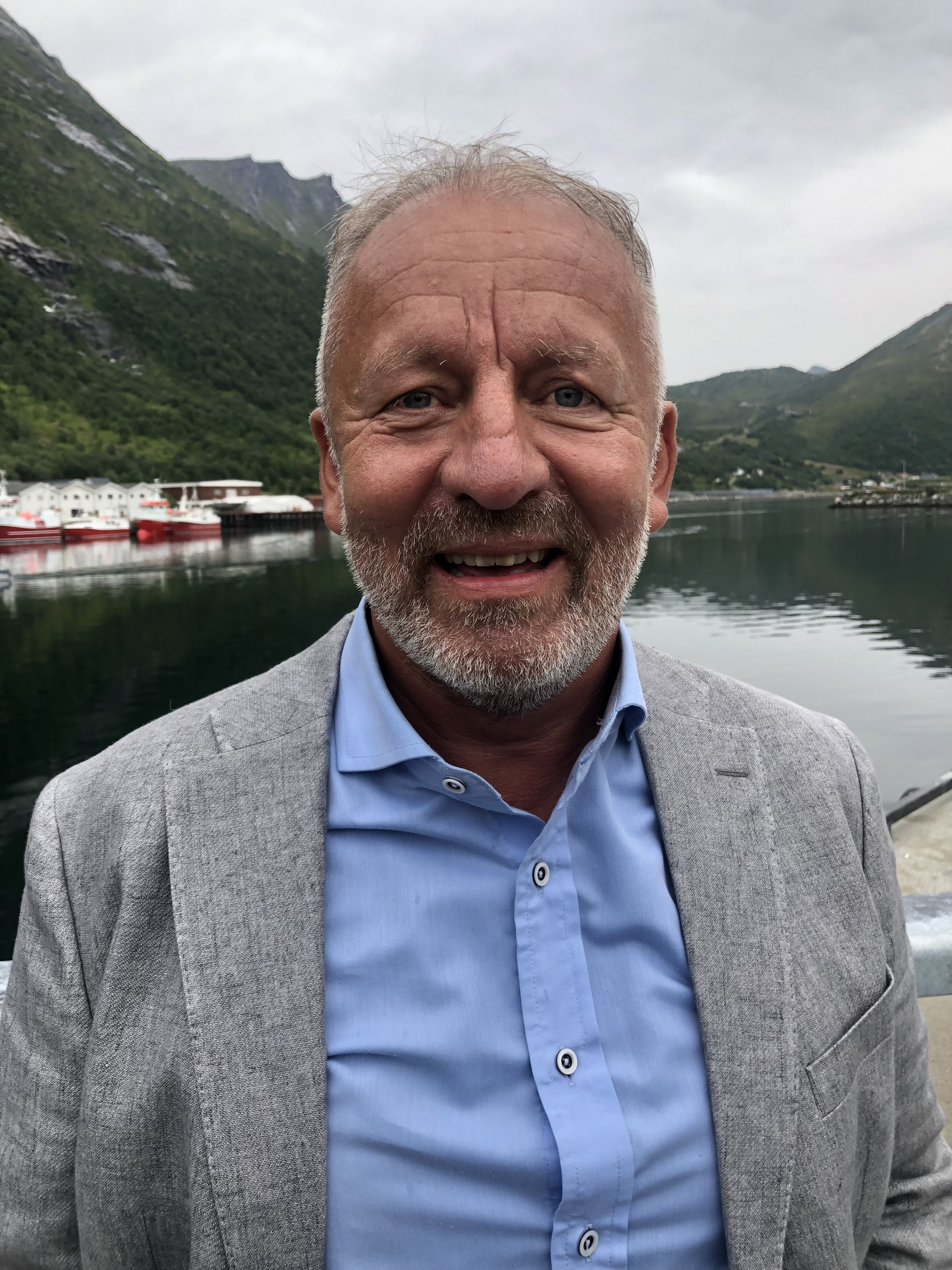
Geir Inge Sivertsen, 2022

Geir Inge Sivertsen (* 29. August 1965) ist ein norwegischer Politiker der konservativen Partei Høyre. Ab November 2019 war er Staatssekretär in der Regierung Solberg, am 24. Januar 2020 wurde er zum Fischereiminister ernannt. Bereits am 28. Februar 2020 gab er bekannt, dass er zurücktreten wolle, am 2. März wurde er schließlich verabschiedet.

## Leben
Sivertsen ist Ingenieur. Er schloss seinen Diplomstudiengang im Jahr 1992 ab. Ab 2003 war er in seiner eigenen Firma als bautechnischer Berater tätig.

### Lokalpolitik
Ab 1999 war Sivertsen Mitglied des Kommunalparlaments der damaligen Kommune Lenvik. Im Jahr 2011 wurde er zum Bürgermeister Kommune Lenvik gewählt. Von 2011 bis 2019 gehörte er zudem dem Fylkesting des Fylkes Troms an. Im Rahmen der landesweiten Kommunalreform ging seine Heimatkommune Lenvik zum 1. Januar 2020 in der Kommune Senja auf. Bei der Kommunalwahl im September 2019 wurde er in deren Kommunalparlament gewählt und anschließend stellvertretender Bürgermeister von Senja. Zudem zog er 2019 in das Fylkesting des neuen Fylkes Troms og Finnmark ein.
Bei den Kommunal- und Fylkestingswahlen 2023 zog er erneut in das Kommunalparlament von Senja und das Fylkesting des wieder geschaffenen Fylkes Troms ein. Im Anschluss der Kommunalwahl wurde er zum Bürgermeister von Senja gewählt.

### Staatssekretär und Fischereiminister (2019–2020)
Am 4. November 2019 begann Sivertsen seine Tätigkeit als Staatssekretär im Ministerium für Wirtschaft und Fischerei. Am 24. Januar 2020 wurde er nach dem Regierungsaustritt der Fremskrittspartiet (FrP) Fischereiminister in der Regierung Solberg, in der er den FrP-Politiker Harald Tom Nesvik ersetzte.
Im Februar 2020 wurde bekannt, dass Sivertsen von der Kommune Senja Überbrückungsgeld in der Höhe von 120.000 Kronen, also in Höhe des Lohns von eineinhalb Monaten, erhielt. Das hatte das Kommunalparlament im Dezember 2019 so bewilligt, nachdem er einen entsprechenden Antrag gestellt hatte. Dabei handelte es sich allerdings um keine rechtmäßige Entscheidung, da Sivertsen direkt eine neue Stelle als Staatssekretär antrat und der neue Lohn von den Auszahlungen abgezogen hätte werden müssen.
Sivertsen ist Mitglied der Freimaurer, was zu Kritik von der Opposition führte, da in seiner Freimaurerloge auch mehrere Personen aus der Fischereibranche Mitglied waren. Ministerpräsidentin Erna Solberg riet ihm im Februar 2020, den Bund zu verlassen, um keinen Interessenkonflikt entstehen zu lassen. Sivertsen selbst beschrieb seine Mitgliedschaft als passiv. Er trat auf Solbergs Äußerung hin aus dem Freimaurerorden aus.
Am 28. Februar 2020 kündigte er schließlich an, dass er zurücktreten werde. Er begründete dies damit, dass er mit der Kontroverse um die Überbrückungsgelder eine Belastung für die Regierung sei. Zuvor hatte die Oppositionspartei Sosialistisk Venstreparti (SV) ein Misstrauensantrag gegen ihn angekündigt. Zudem erklärte die FrP, auf deren Stimmen die Minderheitsregierung Solberg zu diesem Zeitpunkt angewiesen war, dass auch sie nicht mehr länger hinter Sivertsen stehe. Am 2. März 2020 wurde er von seinem Amt verabschiedet und Arbeits- und Sozialminister Torbjørn Røe Isaksen übernahm sein Amt vorübergehend, bevor Odd Emil Ingebrigtsen neuer Fischereiminister wurde.